# Mahallat
Mahallat (persisch محلات) ist eine Stadt in Zentraliran in der Provinz Markazi mit gut 35.000 Einwohnern. In der vorchristlichen Zeit war der Ort ein Zentrum des Zoroastrismus von der heute noch Ruinen eines Feuertempels sichtbar sind. In der Umgebung befinden sich Travertin-Vorkommen.

## Persönlichkeiten
- Mohsen Sadr (1866–1962), Politiker
- Aga Khan II. (1830–1885), Geistlicher